# Новоселиця (Берегівський район)
Новосе́лиця — село в Королівській громаді Берегівського району Закарпатської області України. Населення становить 1435 осіб.

## Герб
Щит розтятий і перетятий лазуровим і срібним. У центрі щиток: у срібному полі чорна церква. У першій частині золота гора, за нею сходить срібне сонце без зображення обличчя із золотими променями. Перед горою два золоті дерева, ліве менше. У другій частині зелений лист горіха, срібний лісовий горіх із золотою шкаралупою та зелений дубовий лист і жолудь. У третій частині лазурове гроно винограду з зеленим листом. У четвертій частині срібний рак у перев'яз справа.

## Історія
Новоселиця розташована на гористій місцевості у південно-східній частині хребта Гута, за 22 км від міста Виноградів. У різні часи село називалося по-різному: Шовші Фолу, Думбрава. Назва Новоселиця походить від слів нові поселенці, оскільки втікачі-серби, які ховались від переслідувань, утворили серед лісів нове поселення. 
На захід від Новоселиці — мустьєрська стоянка.
Перша письмова згадка про Новоселицю траплається в записах, датованих 1619 роком. Але є відомості, що у письмових джерелах село згадується і раніше — 1378 р. Тепер на території Новоселиці нараховується близько півсотні дворогосподарств, проживає 1500 чоловік. Село славиться своїми вишивками і ткацькими виробами, запальними танцями у супроводі троїстих музик, коломийками і піснями, народними традиціями і обрядами, які передаються з покоління в покоління. 
У 1919 році, коли Закарпаття ввійшло до складу Чехословаччини, у селі відкрили народну шестирічну школу, навчання в якій велося рідною мовою. Нинішню сільську восьмирічку збудували 1963 року. У 1970 році в селі проведено водогін.
На території села знаходиться найвища гора регіону — Фрасин (826 м), унікальні пам'ятки природи. На вершині — географічна позначка часів Римської імперії.

## Населення
Згідно з переписом УРСР 1989 року чисельність наявного населення села становила 1485 осіб, з яких 734 чоловіки та 751 жінка.
За переписом населення України 2001 року в селі мешкало 1412 осіб.

### Мова
Розподіл населення за рідною мовою за даними перепису 2001 року:
| Мова       | Відсоток |
| ---------- | -------- |
| українська | 99,37 %  |
| російська  | 0,49 %   |
| угорська   | 0,07 %   |

## Культура
Щороку у селі Новоселиця проходить традиційний фольклорний фестиваль «Волоські страви».
У селі Новоселиця діє Етнографічний музей, який відкрито 1989 року в приміщенні колишньої фари, де раніше проживали священнослужителі села.
Розташований навпроти іншої пам'ятки — Успінська церква (17 сторіччя). Музей має чотири відділи:
- ткацтво та вишивка
- знаряддя праці
- побутові речі
- світлиця.

Починаючи з 1988 року, у чотирьох кімнатах старовинної хати зібрані 250 різноманітних експонатів: знаряддя праці, костюми повсякденні, святкові та весільні. Всі експонати музею пов'язані з культурою волохів. Ще й досі новосельчани поповнюють музей новими експонатами. Директор музею Вамош Наталія.

## Релігія
Гордістю села є Успінська церква 17 століття — музей народної архітектури та живопису. Збудована вона 1669 року. Слугувала церква оплотом і захисником споконвічних національних традицій. Невелика за розмірами, але величава вишуканими архітектурними формами, настінними малюваннями. Церква увійшла до скарбниці українського народного мистецтва.

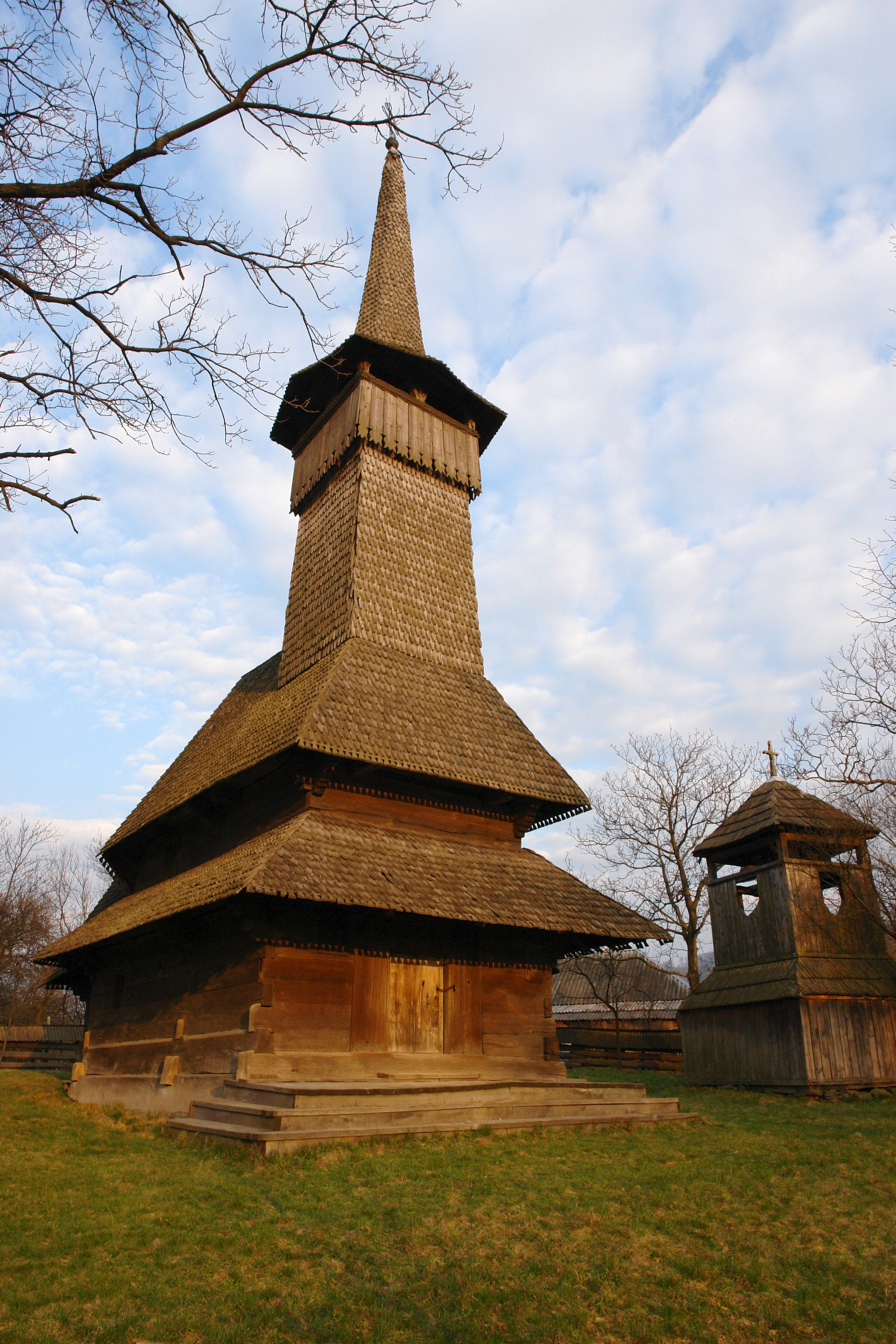
Церква Успіння Богородиці, XVII ст.

За стилем пам'тка належить до групи Закарпатських дерев'яних храмів регіону Потисся, у яких з найбільшою повнотою виразився дух готичної архітектури.
Церква — тридільна, складається з однакової ширини бабинця і нави та меншої прямокутної вівтарної частини. Будівля покрита високим двосхилим дахом, який над бабинцем переходить у стрімку чотиригранну вежу, завершену гострим шпилем, що наче стрілою здіймається в небо, органічно вписуючись в ландшафт села. Вежу прикрашає декоративне вирізування. Дах вівтаря органічно переходить в піддашшя нави і бабинця, яке ділить фасад на два яруси.
Збудована церква з широких дубових брусів, скріплених замками в «канюк» суцільно-липової дошки, прикрашені різьбою у вигляді соняшників.
Освітлюється церква внизу маленькими віконцями і прорубаними пізніше такими ж вікнами вгорі з круглими склами, оправленими в дубові рами.
Розташована церква у центрі села на пагорбі. Чому саме це місце невідомо. Але існує така легенда. Колись давно селом проїжджала пані. Вона везла два мішки золота. Невідомо звідки появився великий вітер, піднялася крутіль. Навкруги нічого не було видно. Пані дуже перелякалася і прошепотіла; «Господи, допоможи мені вийти з цієї небезпеки, припини це зло. А за твою ласку, Боже, я на цьому місці, у знак вдячності, побудую церкву». І лише вона подумала — одразу все навкруги стихло, припинилось. На небі з'явилось сонечко. Пані запам'ятала це місце і одразу почала шукати робітників для будови церкви.

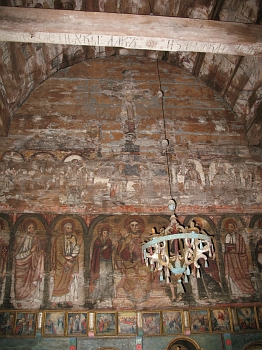
Стінопис дерев'яної церкви у Новоселиці

З літературних джерел відомо, що архітектором споруди став народний майстер Кочалович.
Крім цієї існує багато інших легенд. Наприклад, проходив селом Пинтя-велет. Побачив, що будують церкву. Він взяв сокиру і прийнявся за роботу. Працював недовго, бо його покликали у похід. Свою сокиру затяв у іконостас, щоб коли повернеться продовжити працювати. Велет загинув, а сокира залишилася. У народі кажуть, що вона кожен рік піднімається все вище і вище. І коли її буде видно всім, тоді Пиття повернеться в село.
Унікальною пам'яткою мистецтва є настінний живопис. Він органічно поєднується з архітектонікою храму, що разом створює неповторний ансамбль. Характеризуються малювання різноманітністю стилю, народним трактуванням релігійного живопису. Виконувався живопис на замовлення окремих мешканців села. Центральну композицію «Деісусний чин» (моління)намальовано у 1673 році на замовлення Юри Іванишина художником Іваньковим. У 1673 році « Страшний суд» замовив Юра Петришин, ікону «Святий Миколай» у 1776 році замовили брати Ацьканичі, «Страсті»- Андрей (прізвище не збереглося). Настінні розписи мають значну художню цінність. Так, Богородиця — це втілення безмежної материнської любові на її обличчі і лагідність, і турбота, і горе, і покірність. Вона передбачає страждання, яке судилося пережити її Синові та їй. Марія тулить до себе Немовля міцно, мов боїться розлучитися із Ним, та все ж йде вперед, несучи Сина.
Чудовим різьбленням прикрашено іконостас. На ньому зображено цілу серію картин «Дванадцять празників Ісуса».
І сьогодні більше через три століття церква викликає захоплення, і зачудування майстерністю стародавніх зодчих, довершеністю ліній та форм.
Художники зі Львова реставрували старовинні настінні розписи, а сільські народні умільці збудували нову дерев'яну огорожу та східці.
У 1990 році споруда була удостоєна звання «Народного музею».
Успенська церква — це справді чудовий витвір мистецтва, тому ніколи не
заростає стежка до неї. Сюди приїжджають не тільки з нашої держави туристи, а й з інших країн: Канади, Росії, Білорусі, Франції та інших. На душі стає радісно й світло, ніби торкнулась вона чогось безкінченно справжнього та вічного.
Церква Успіння пр. богородиці. 1933.
храм Успіння пр. богородиці. 1933.
Розкол серед греко-католиків стався у 1927 р. Священик вимагав сплатити церкві борги, а селяни через бідність не могли цього зробити, і частина їх звернулася до православного владики в Мукачеві за дозволом на спорудження православної церкви.
Коли отримали дозвіл, то біля старої церкви, поряд з ділянкою Михайла Богаша збудували в 1928 р. каплицю розмірами 5: 8 м і присвятили її св. Юрію. Стіни були дощаті, а дах вкривали драниці. Тоді більше 10 сімей перейшли у православ'я.
Першим православним священиком став о. Кенийс з Дубового. До спорудження каплиці був причетний дяк Михайло Рацин, а першим куратором став Іван Кочіш.
У 1929 р. капличку перенесли на інше місце, а в 1930 р. довкола каплиці почали робити фундамент під нову церкву, яку завершили в 1933 р. і посвятили 28 серпня.
Головними майстрами були місцеві мешканці Іван Богаш, Андрій Рацин та Юрій Токач, що збудували в селі не одну хату. Майстрам допомагали Петро Васильович Токач, Петро Юрійович Токач, Михайло Богаш, брати Рацини. Гроші позичали під проценти в місцевих євреїв, жертвували і багаті селяни. Пам'ятають єврея з Королева Манґела, який дуже дешево продав для церкви етерніт і пізніше селяни віддячувалися, привозячи йому дрова. Земельну ділянку під будівництво виміняв в Івана Богаша Іван Кочіш.
Церкву збудували з вальків на кам'яному фундаменті у вигляді витягнутої тридільної базиліки. Західна частина була зроблена з дерева, а вище здіймалася чотиригранна дерев'яна вежа-дзвіниця, вкрита шатром. Очевидно, конструкція була каркасною, вхідних дверей не було.
У ніч на Великдень, 10 квітня 1977 р. сталася пожежа, що знищила всі дерев'яні частини церкви, лишився фундамент і стіни.
Того ж року взялися за відбудову. Західну частину з вежею вимурували з цегли, добудували хори. Довжина церкви збільшилася на 5 м і становила 18 м при ширині 7 м, висоті стін 4,5 м та висоті вежі з завершенням 13 м. Відбудували храм брати Іван та Михайло Богаші — останній був головою церковного комітету з 1940 до 1980 р. Священиком тоді був о. Михайло Олмаші, касиром Петро Таркані.
Запам'ятався селянам аскетичним життям та вмінням лікувати очні хвороби ієромонах Василь Плиска, який служив у селі з 1940 до 1975 p. M. Олмаші намалював ікони до п'ятирядного іконостаса, вирізьбленого в кінці 1980-х — на початку 1990-х років за його начерками місцевими різьбярами Петром Таркані та Юрієм Рацином. Вогонь пощадив старі ікони, і вони дотепер прикрашають вівтар. У вежі встановлено чотири дзвони, два з них датовані 1809 та 1923 роками, інші без написів.

## Туристичні місця
- храм Успіння пр. богородиці. 1933.
- Успінський храм 17 століття 
- На околиці на схилах кам'янистих гір розташовані великі площі кизилу. У лісах зустрічаються рідкісні види рослин: білий первоцвіт шестипелюстковий, підсніжник білосніжний, шафран та інші. Також тут завжди рясно врожаять черешні. На схід від села розташована пралісова пам'ятка природи «Природний ліс Затисянського лісництва». Біля села розташована найвища гора району — Фрасин (826 м), унікальні пам'ятки природи.
- Етнографічний музей
- Цікавим для туристів є й гранітний камінь на самій верхівці з географічною позначкою часів Римської імперії. Ця історична деталь дуже добре збережена. Саме тут, на самій вершині гори, розташовувався спостережний пункт легіонерів, які в ті далекі часи слідкували за дорогами, що вели до Угочі, Хуста, Сату-Маре й оберігали соляний шлях та копачів благородних металів. На сьогодні від цього всього залишилися лише глибокі рови, які захищали об'єкт.
- На західній частині гори на висоті 700 м є залишки кар'єру, де добували андезит-базальт і потім із нього виготовляли найрізноманітніші будівельні деталі, а також збирали цінні метали, які висіювали при дробленні мінералу. Цю місцевість назвали Бурбуляни. Зовсім поряд — природні вулканічні печери, у яких можна знайти кам'яне масло — цікаву й рідкісну речовину.
- Наші пращури дуже добре розуміли, що гора є не лише природним скарбом, а й нерозгаданою таємницею підземних багатств, тому приписували народному меснику Пинті всяку-всячину й навіть таке, що лише він знав, де знаходяться поклади золота, природних кристалів. У цю міфічну історію й нині вірять у с. Новоселиця. Піднімаючи камінь Пинті минулого літа, місцеві аборигени дуже пильно оглядали землю під ним, шукали сходи до золотих печер. 
- Неподалік урочища Бурбуляни є джерело, вода якого містить у собі дуже багато кремнію — до 18 відсотків. Це нещодавно підтвердили науковці області. Тобто вона не має собі рівних у регіоні, й у майбутньому, якщо зміниться економічна ситуація, тут туристам можна буде створити набагато кращі умови для відпочинку, ніж у Європі: вони зможуть використовувати наші природні багатства для покращення стану здоров'я та відпочинку.
- Ще 600 років тому тут діяв вулкан, який викидав на поверхню гарячу воду. В період революційних подій за визволення Угорщини від австрійських поневолювачів прихильники Ференца Ракоці II в цих лісах тримали табір повстанців, які проходили навчання та військові тренування. Ще й донині назва цього урочища збережена.